# Křížová cesta (Velíková)
Křížová cesta ve Velíkové ve Zlíně se nachází v severní části obce v lese.

## Historie
Křížová cesta byla vybudována roku 2005. Zastavení tvoří obrázky zavěšené na stromech v lesním průseku. Nacházejí se oboustranně podél cesty, první a poslední je v blízkosti jesliček.
V lese nad obcí byla spolu s křížovou cestou zhotovena také Boží muka s Pannou Marií, kamenný sloup s Madonou a soškami svatých a jesličky v podobě krmelce. V jesličkách jsou ozdobné, latinsky psané texty s obrázkem Panny Marie. Součástí poutního místa jsou také lavičky.
Křížová cesta je vedená po  modře značené turistické stezce z Vizovic přes Rakovou, Slušovice, Hrobice  na Vlčkovou přes na rozcestí U Tří kamenů k rajnochovické osadě Kotáry přes Troják, Hošťálkovou, Semetín až do Vsetína. Autorem je pan Luboš Krupík z Kašavy.
Autorem Boží muky je rodák z Velíkové, pan Bohuslav Kopečný, který místní pomník vybudoval jako poděkování za Boží ochranu své rodině.